# قصه‌های دوشنبه
قصه‌های دوشنبه (به فرانسوی: Contes du lundi) نام یک کتاب ادبی است که توسط آلفونس دوده، نویسندهٔ اهل فرانسه نوشته شده‌است.
دوده تحت تأثیر جنگ بین فرانسویان و پروس‌ها  این مجموعۀ داستان کوتاه را نوشت. وی در این کتاب تصویری واقعی از زندگی انسان‌ها در این دوران سخت را ارائه می‌دهد؛ از جمله قحطی شهر پاریس، حکومت کمون بر پاریس و سرکوب ورسای.
دکتر عبدالحسین زرین کوب آن را به فارسی برگرانده است

## ترجمه به فارسی
این کتاب به زبان فارسی ترجمه شده و با مشخصات زیر به چاپ رسیده‌است:
- دوده‌، آل‍ف‍ون‍س‌، ‏‫داس‍ت‍ان‌ه‍ای‌ دوش‍ن‍ب‍ه‌، ت‍رج‍مۀ ع‍ظم‍ی‌ ن‍ف‍ی‍س‍ی‌، ت‍ه‍ران‌: بنگاه ترجمه و نشر کتاب‏‫، ۱۳۳۷؛ ۲۶۰ ص.
  - دوده‌، آل‍ف‍ون‍س‌، داس‍ت‍ان‌ه‍ای‌ دوش‍ن‍ب‍ه‌، ت‍رج‍مۀ‌ ع‍ظم‍ی‌ ن‍ف‍ی‍س‍ی‌، ت‍ه‍ران‌: ش‍رک‍ت‌ ان‍ت‍ش‍ارات‌ ع‍ل‍م‍ی‌ و ف‍ره‍ن‍گ‍ی‌‏‫، ۱۳۸۲؛ ۱۹۰ ص.‬